# Nya Zeeland i olympiska vinterspelen 2018
Nya Zeeland deltog i de olympiska vinterspelen 2018 i Pyeongchang, Sydkorea, med en trupp på 19 atleter (15 män, 4 kvinnor) fördelat på 5 sporter.
Vid invigningsceremonin bars Nya Zeelands flagga av freestyleåkaren Beau-James Wells.
Nya Zeelands trupp tog två bronsmedaljer och har därmed tagit totalt tre medaljer vid olympiska vinterspel.

## Medaljörer
| Medalj | Namn                 | Sport     | Gren               | Datum            |
| ------ | -------------------- | --------- | ------------------ | ---------------- |
| Brons  | Nico Porteous        | Freestyle | Herrarnas halfpipe | 22 februari 2018 |
| Brons  | Zoi Sadowski-Synnott | Snowboard | Damernas big air   | 22 februari 2018 |